# Casa de raport de pe str. Ștefan cel Mare, 52 (Bălți)
Casa de raport de pe str. Ștefan cel Mare, 52 este o clădire amplasată pe str. Ștefan cel Mare, 52 în Bălți, Republica Moldova. Este un monument arhitectural de importanță națională inclus în Registrul monumentelor Republicii Moldova ocrotite de stat cu nr. 17 (municipiul Bălți). Datează din anii 1930.